# Satuba (kommun)
Satuba är en kommun i Brasilien.   Den ligger i delstaten Alagoas, i den östra delen av landet, 1 500 km nordost om huvudstaden Brasília. Antalet invånare är 14 604.
Följande samhällen finns i Satuba:
- Satuba

Runt Satuba är det mycket tätbefolkat, med 1 692 invånare per kvadratkilometer.